# Jesús Gil
Pour les articles homonymes, voir Gil.
Gregorio Jesús Gil y Gil, né le 12 mars 1933 à Osma (province de Soria, Espagne) et mort le 14 mai 2004 à Talavera de la reina, est un homme d'affaires espagnol et un homme politique.

## Un homme d'affaires controversé
Après des études en sciences économiques, Jesús Gil bâtit sa fortune sur la vente de pièces détachées d'automobile et la spéculation immobilière. Son langage direct, ses procédés expéditifs et sa mégalomanie lui valent des problèmes lorsqu'en 1969 le plancher du restaurant de son complexe immobilier « Los Angeles », à San Rafael, s'effondre, provoquant la mort de 58 consommateurs. Après dix-huit mois de prison, il est libéré sous caution (400 millions de pesetas) et pardonné officiellement par Francisco Franco.
En 1984, il s'installe à Marbella, où il continue sa carrière d'entrepreneur tout en devenant maire de la ville, après avoir créé le GIL (« Groupe indépendant libéral »). Poursuivi pour des affaires de corruption, il doit démissionner en 2002, mais cède la place à une de ses partisanes, Marisol Yagüe. De 1991 à sa mort, plus de 30 000 logements sont construits sur le territoire de la commune, dont plus de 85 % illégalement.
Passionné de football, il devient le 26 juin 1987 président de l'Atlético de Madrid, qu'il transforme en une véritable entreprise assez rentable.